# Агілар-де-ла-Фронтера
Агілар-де-ла-Фронтера (ісп. Aguilar de la Frontera) — муніципалітет в Іспанії, у складі автономної спільноти Андалусія, у провінції Кордова. Населення — 13 693 особи (2010).
Муніципалітет розташований на відстані близько 330 км на південь від Мадрида, 42 км на південь від Кордови.

## Демографія
Динаміка населення (INE ):